# Voltigeurs de la Garde impériale (Second Empire)
Pour les régiments de la Garde impériale du Premier Empire, voir 1er, 2e, 3e et 4e régiments de voltigeurs de la Garde impériale.
Pour un article plus général, voir Garde impériale (Second Empire).
Les voltigeurs de la Garde impériale sont des fantassins faisant partie de la Garde impériale du Second Empire française. Deux régiments sont mis sur pied en 1854, deux autres en 1855. Les quatre régiments sont dissous avec le reste de la Garde par décret du 28 octobre 1870.

## Historique
Dès sa création le 1er mai 1854, la Garde compte deux régiments de voltigeurs, à trois bataillons de huit compagnies. Chaque régiment compte également une compagnie hors-rang et regroupe au total 89 officiers et 2 854 hommes. Le 1er régiment de voltigeurs est formé à Saint-Denis, le 2e à Versailles.
Les régiments de voltigeurs forment un IVe bataillon dès le 1er janvier 1855. Au fur et à mesure de la départ pour la guerre de Crimée (formés à trois bataillons), les régiments reçoivent leur aigle de drapeau : le 1er le 9 janvier et le 2e le 20 mars.
Les 3e et 4e régiment de voltigeurs de la Garde impériale sont créés par décret du 20 décembre 1855.
Les quatre régiments font la campagne d'Italie en 1859.
En 1865, les régiments ont quatre bataillons à six compagnies. À cause des dépenses créées par l'expédition du Mexique, les régiments repassent, par décret du 15 novembre, à trois bataillons à sept compagnies.
Au déclenchement de la guerre franco-allemande de 1870, les régiments sont stationnés en région parisienne : le 1er est à Paris tandis que son dépôt est au fort de la Briche, le 2e à Saint-Cloud avec son dépôt au fort d'Issy, le 3e est à son dépôt de Courbevoie et le 4e à Versailles,. Les quatre régiments, formés avec trois bataillons de six compagnies, partent le 21-22 juillet rejoindre l'armée du Rhin à Nancy. Cette armée est bloquée dans Metz assiégée.
Par décret du 8 septembre, trois compagnies de dépôt de chacun des quatre régiments de voltigeurs passent au 28e régiment de marche (futur 128e de ligne) à Saint-Denis,.
La Garde est supprimée par décret du 28 octobre 1870 et ses hommes passent à la Ligne. Les compagnies hors-rang des 1er, 2e, 3e et 4e régiments de voltigeurs deviennent compagnie hors-rang, respectivement, des 107e, 108e, 109e et 110e de ligne. Les hommes des quatre régiments de voltigeurs de la Garde revenant de captivité en mars-avril 1871 rejoignent respectivement le 96e, le 98e, le 83e et le 84e régiment d'infanterie de ligne.
Le 27 mars 1871, des éléments des 4 régiments rentrant de captivité sont amalgamés avec d'autres éléments de diverses unités pour former le 1er régiment d'infanterie provisoire.

## Personnalités
- Edmond Pierre Jean Claire Barthélémy Rode (1816-1883) alors chef de bataillon au 2e régiment de voltigeurs